# Gohand
Gohand is een nagar panchayat (plaats) in het district Hamirpur van de Indiase staat Uttar Pradesh.

## Demografie
Volgens de Indiase volkstelling van 2001 wonen er 7.069 mensen in Gohand, waarvan 54% mannelijk en 46% vrouwelijk is. De plaats heeft een alfabetiseringsgraad van 55%.